# 309706 Avila
309706 Avila este un asteroid din centura principală de asteroizi.

## Descriere
309706 Avila este un asteroid din centura principală de asteroizi. A fost descoperit pe 3 aprilie 2008 la La Cañada de Juan Lacruz. Asteroidul prezintă o orbită caracterizată de o semiaxă mare de 3,17 ua, o excentricitate de 0,16 și o înclinație de 20,2° în raport cu ecliptica.